# 424 Gratia
424 Gratia là một tiểu hành tinh lớn ở vành đai chính. Nó được Auguste Charlois phát hiện ngày 31.12.1896 ở Nice và được đặt theo tên 3 nữ thần Gratia trong thần thoại La Mã.